# Ustrój polityczny Austrii
Ustrój polityczny Austrii – Austria jest związkową republiką parlamentarną. Ustrój państwa określa Konstytucja Austrii z 1920 roku. Władza ustawodawcza należy do parlamentu złożonego z Rady Federalnej i Rady Narodowej. Władza wykonawcza leży w gestii rządu z kanclerzem na czele. Do obowiązków prezydenta należy: mianowanie przedstawicieli dyplomatycznych Austrii w innych państwach, przyjmowanie listów uwierzytelniających od dyplomatów akredytowanych w Wiedniu, nominacje urzędników federalnych oraz nadawanie tytułów naukowych. Prezydent wyraża też zgodę na utworzenie na terytorium Austrii konsulatu obcego państwa i mianuje konsulów austriackich za granicą. Władza sądownicza należy do niezawisłych sądów oraz – w sprawach cywilnych – do odpowiednich urzędów federalnych.

## Geneza
Obecny ustrój Austrii powstał po obaleniu Habsburgów w 1918 roku, stąd zapisy zabraniające potomkom rodzin panujących kandydowania na urząd prezydenta i używania tytułów szlacheckich. Po dojściu do władzy Engelberta Dollfußa w 1932 roku wprowadzono dyktatorskie porządki – Dollfuss rozwiązał parlament i rządził za pomocą dekretów, podobnie czynił jego następca – Kurt Schuschnigg. Po Anschlussie w 1938 roku, państwo austriackie przestało istnieć, jednak nigdy nie uchylono przedwojennych przepisów konstytucyjnych, do których wrócono w okresie Drugiej Republiki.